# 三重県道575号香良洲公園島貫線
三重県道575号香良洲公園島貫線（みえけんどう575ごう からすこうえんしまぬきせん）は、三重県津市を通る一般県道である。別名は、香良洲神社への参詣道である香良洲道。

## 概要
津市香良洲町から津市雲出島貫町に至る。

### 路線データ
- 起点：津市香良洲町（香良洲公園前）
- 終点：津市雲出島貫町（雲出大橋北交差点、国道23号交点、三重県道413号嬉野津線終点）
- 総延長：2,860 m

## 歴史
かつて「香良洲道」（からす道）と呼ばれた歴史街道で、伊勢街道（現・国道23号）から分岐し、天照大神（伊勢神宮内宮の祭神）の妹神とされる稚日女神を祀る香良洲神社への参詣道であった。そのため江戸時代には「からす詣らねば片参宮」と言われ、沿道は大いに賑わった。
その後、「三重県道304号香良洲停車場香良洲公園線」として県道に認定された｡当時は伊勢電気鉄道（後の近鉄伊勢線）香良洲駅を起点としていた。香良洲駅は1961年（昭和36年）1月22日に伊勢線廃止と共に廃駅となり、同年10月1日、「三重県道575号香良洲公園島貫線」に名称と路線番号を変更した。

## 路線状況

### 別名
- 香良洲道（津市）

### 重複区間
- 三重県道698号津三雲線（津市香良洲町・香良洲大橋北交差点 - 津市雲出伊倉津町）

### 道路施設

#### 橋梁
- 香良洲橋（雲出古川、津市）

雲出古川に架かり、香良洲町と雲出伊倉津町を結ぶ橋。以前の橋は1954年（昭和29年）10月に架橋されたコンクリート橋で、幅員は5.4 mであった。かつては雲出古川の中ほどにのみ橋が架かっており、両岸付近は川の中を歩かなければならなかったという。三角州の町である香良洲町へ渡る3つの橋（津香良洲大橋、香良洲大橋、香良洲橋）のうちで最も国道23号に近く、通勤・通学に利用されるほか、災害時の緊急輸送路に指定されている。老朽化による架け替えのため2017年（平成29年）10月2日午前9時より通行止めとなっていたが、新橋が2022年（令和4年）3月27日に開通し、4年半ぶりに行き来が可能になった。新橋は橋長179.4 mで、車道の拡幅により交通の円滑化や歩道の新設により歩行者の安全を確保、大規模地震にも耐えられる耐震性能を確保、橋脚を減らし橋梁の流出を防止するなどの事業効果があるとされている。

## 地理

### 通過する自治体
- 三重県
  - 津市

### 交差する道路
| 交差する道路                       | 交差する場所 | 交差する場所            |
| ---------------------------------- | ------------ | ----------------------- |
| 三重県道754号津香良洲線            | 香良洲町     |                         |
| 三重県道698号津三雲線 重複区間起点 | 香良洲町     | 香良洲大橋北交差点      |
| 三重県道698号津三雲線 重複区間終点 | 雲出伊倉津町 |                         |
| 国道23号 三重県道413号嬉野津線     | 雲出島貫町   | 雲出大橋北交差点 / 起点 |

### 沿線
随所に江戸時代の道標などが見られる。
- 香良洲公園 - 老松約198本が茂る[1]。
- 香良洲海水浴場 - 伊勢の海県立自然公園の一部。潮干狩りや海水浴に適する[1]。
- 香良洲神社
- 津市サンデルタ香良洲
- 津市役所 香良洲総合支所
- JAみえなか 香良洲支店
- 香良洲郵便局
- 津南警察署 香良洲警察官駐在所
- 雲出古川